# Bart Michiels
Bart Michiels (* 30. Oktober 1986 in Gent) ist ein belgischer Schachspieler.

## Leben
Er studiert Ingenieurswesen an der Universität Gent. Während der Arbeit an seiner Dissertation über Elektromagnetismus ist er wissenschaftlicher Mitarbeiter an der Universität im Bereich Informationstechnologie.

## Erfolge
1997 gewann er das Stork Open, die offene niederländische U14-Meisterschaft, in Hengelo. Im Juli 2004 gewann er in Westerlo punktgleich vor Alexandre Dgebuadze die Einzelmeisterschaft Belgiens als jüngster Spieler, dem dies gelang. 2007 wurde er belgischer Studentenmeister. 2011 gewann er die belgische Einzelmeisterschaft als bestplatzierter Belgier beim Expertenturnier in Antwerpen-Berchem. Das Turnier gewann der armenische damals noch Internationale Meister Mher Howhannisjan, der inzwischen Großmeister ist.
Vereinsschach spielt er außer in Belgien für KGSRL (Koninklijke Gentse Schaakkring Ruy Lopez), mit dem er 2016 belgischer Mannschaftsmeister wurde, auch in den Niederlanden zunächst für HWP Sas van Gent, von 2010 bis 2014 für S.O. Rotterdam und seit der Saison 2014/15 für Charlois Europoort, mit denen er 2015 Meister wurde. In der deutschen 2. Bundesliga West spielte er ab 2003 für drei Saisons für den SC Remagen, in der Schachbundesligasaison 2009/10 für den Erfurter SK. Zur Saison 2010/11 kehrte er zum SC Remagen zurück und spielte mit diesem bis 2012 in der 1. Bundesliga. In der Saison 2015/16 spielte er beim DJK Aufwärts St. Josef Aachen in der 2. Bundesliga. In der französischen Top 12 spielt er in der Saison 2014/15 für Grasse Echecs.
Für die belgische Nationalmannschaft spielte er bei der Schacholympiade 2010 am Spitzenbrett, bei der Schacholympiade 2012 am dritten Brett und bei der Schacholympiade 2014 am zweiten Brett, bei der Mannschaftseuropameisterschaft 2013 am ersten Brett.
Seit Februar 2004 trägt er den Titel Internationaler Meister, er war der jüngste Belgier, dem dies gelang, bis Tanguy Ringoir (* 1994) der Titel 2010 verliehen wurde. Die Normen hierfür erreichte er im November 2002 beim 17. Internationalen Open in Le Touquet, im August 2003 beim Stork Young Masters in Hengelo und im November 2003 beim 18. Internationalen Open in Le Touquet. Seit April 2014 trägt Michiels den Titel eines Großmeisters, die dafür erforderlichen Normen erreichte er bei der belgischen Mannschaftsmeisterschaft 2008/09, beim InventiChess im September 2010 in Antwerpen sowie bei der Mannschaftseuropameisterschaft im November 2013 in Warschau.
2015 lag er hinter Luc Winants auf dem zweiten Platz der belgischen Elo-Rangliste, 2020 war er Zweiter hinter Michail Gurewitsch.